# Cliff Anderson
Clifford V. "Cliff" Anderson (Filadelfia, Pensilvania, 7 de septiembre de 1944) es un exbloncestista estadounidense que disputó tres temporadas en la NBA, una más en la ABA, además de jugar en la EPBL. Con 1,88 metros de estatura, jugaba en la posición de base.

## Trayectoria deportiva

### Universidad
Jugó durante tres temporadas con los Hawks de la Universidad de St. Joseph's, en las que promedió 20,7 puntos y 14,6 rebotes por partido. Es en la actuañidad el íder histórico de los Hawks en número de rebotes (1.228), en rebotes en una temporada, con 15,5, y en diversos apartados más.sus 32 rebotes contra La Salle en 1967 constituyen la segunda mejor marca de la historia de la universidad, aunque la primera ante un equipo de la División I de la NCAA.
En sus tres temporadas fue incluido en el mejor quinteto de la Philadelphia Big 5, siendo galardonado con el Trofeo Robert V. Geasey al mejor jugador de la misma en 1967.

### Profesional
Fue elegido en la trigésimo quinta posición del Draft de la NBA de 1967 por Los Angeles Lakers, y también por los Pittsburgh Pipers de la ABA, fichando por los primeros. Tras un breve paso por la EPBL, jugó dos temporadas en el equipo angelino, siempre como suplente, siendo la mejor de ellas la segunda, en la que promedió 3,9 puntos y 1,3 rebotes por partido, llegando a disputar las Finales ante los boston Celtics, en las que cayeron por 4-3.
Al año siguiente, tras ser despedido, fichó por los Denver Rockets de la ABA, pero únicamente llegó a disputar 3 partidos, en los que promedió 2,0 puntos y 1,3 rebotes. En 1970 ficha como agente libre por Cleveland Cavaliers, donde juega 23 partidos, y en la misma temporada por los Philadelphia 76ers, donde acabaría su carrera en la NBA. Jugó un año más en la EBA antes de retirarse definitivamente.

## Estadísticas de su carrera en la NBA y la ABA

### Temporada regular
| Temporada | Edad | Equipo              | Liga  | P  | TIT | MIN | TC  | TCA | %TC  | 3P  | 3PA | %3P | TL  | TLA | %TL  | R.OF. | R.DEF. | REB | ASIS | ROB | TAP | PER | FP  | PTS |
| 1967-68   | 23   | Los Angeles Lakers  | NBA   | 18 |     | 5.2 | 0.4 | 1.6 | .241 |     |     |     | 0.7 | 1.6 | .429 |       |        | 0.6 | 0.9  |     |     |     | 1.0 | 1.4 |
| 1968-69   | 24   | Los Angeles Lakers  | NBA   | 35 |     | 8.3 | 1.3 | 3.1 | .407 |     |     |     | 1.3 | 2.3 | .573 |       |        | 1.3 | 0.9  |     |     |     | 1.7 | 3.9 |
| 1969-70   | 25   | Denver Rockets      | ABA   | 3  |     | 7.3 | 0.7 | 1.3 | .500 | 0.0 | 0.0 |     | 0.7 | 2.0 | .333 | 0.3   | 1.0    | 1.3 | 1.3  |     |     | 1.0 | 1.0 | 2.0 |
| 1970-71   | 26   | TOTAL               | NBA   | 28 |     | 7.1 | 0.7 | 2.3 | .308 |     |     |     | 1.6 | 2.4 | .687 |       |        | 1.7 | 0.7  |     |     |     | 1.0 | 3.1 |
| 1970-71   | 26   | Cleveland Cavaliers | NBA   | 23 |     | 7.4 | 0.8 | 2.6 | .322 |     |     |     | 1.8 | 2.6 | .683 |       |        | 1.6 | 0.7  |     |     |     | 1.0 | 3.4 |
| 1970-71   | 26   | Philadelphia 76ers  | NBA   | 5  |     | 5.4 | 0.2 | 1.2 | .167 |     |     |     | 1.0 | 1.4 | .714 |       |        | 2.2 | 0.8  |     |     |     | 1.4 | 1.4 |
| Total     |      |                     | TOTAL | 84 |     | 7.2 | 0.9 | 2.5 | .354 | 0.0 | 0.0 |     | 1.3 | 2.2 | .585 | 0.3   | 1.0    | 1.3 | 0.9  |     |     | 1.0 | 1.3 | 3.0 |
|           |      |                     | NBA   | 81 |     | 7.2 | 0.9 | 2.5 | .351 |     |     |     | 1.3 | 2.2 | .593 |       |        | 1.3 | 0.8  |     |     |     | 1.3 | 3.0 |
|           |      |                     | ABA   | 3  |     | 7.3 | 0.7 | 1.3 | .500 | 0.0 | 0.0 |     | 0.7 | 2.0 | .333 | 0.3   | 1.0    | 1.3 | 1.3  |     |     | 1.0 | 1.0 | 2.0 |

### Playoffs
| Temporada | Edad | Equipo             | Liga | P | MIN | TCA | TC | 3PA | 3P | TLA | TL | R.OF. | REB | ASIS | ROB | TAP | PER | FP | PTS | %TC  | %3P | %FT | MIN | PTS | REB | AST |
| 1968-69   | 24   | Los Angeles Lakers | NBA  | 3 | 10  | 2   | 5  |     |    | 0   | 0  |       | 1   | 0    |     |     |     | 1  | 4   | .400 |     |     | 3.3 | 1.3 | 0.3 | 0.0 |
| Total     |      |                    | NBA  | 3 | 10  | 2   | 5  |     |    | 0   | 0  |       | 1   | 0    |     |     |     | 1  | 4   | .400 |     |     | 3.3 | 1.3 | 0.3 | 0.0 |